# Les Faucons (film)
Pour les articles homonymes, voir Les Faucons.
Pour plus de détails, voir Fiche technique et Distribution.
Les Faucons (Magasiskola) est un film hongrois réalisé par István Gaál, sorti en 1970.

## Synopsis
Un étudiant en ornithologie entreprend un stage auprès d'un fauconnier qui dresse ses rapaces dans une puszta déserte. Il est fasciné par les qualités de son chef jusqu'à ce qu'il découvre son extrême cruauté…

## Fiche technique
- Titre : Les Faucons
- Titre original : Magasiskola
- Réalisation : István Gaál
- Scénario : István Gaál d'après Miklós Mészöly
- Musique : András Szőllősy
- Photographie : Elemér Ragályi (hu)
- Montage : István Gaál
- Décors : József Romvári, József Szebeni et Attila Köves
- Costumes : Fanny Kemenes
- Pays de production : Hongrie
- Format : Couleurs - Mono
- Genre : Drame
- Durée : 100 minutes
- Date de sortie : 1970

## Distribution
- Ivan Andonov (en) : Fiú
- György Bánffy : Lilik
- Gyula Bay
- Gyula Gulyás

## Récompenses et distinctions
- Prix du jury du Festival de Cannes